# Stift Sankt Lambrecht
Het Stift van Sankt Lambrecht is een benedictijner klooster in Sankt Lambrecht in de Oostenrijkse deelstaat Stiermarken. Het klooster ligt op 1072 meter boven de zeespiegel.

## Geschiedenis

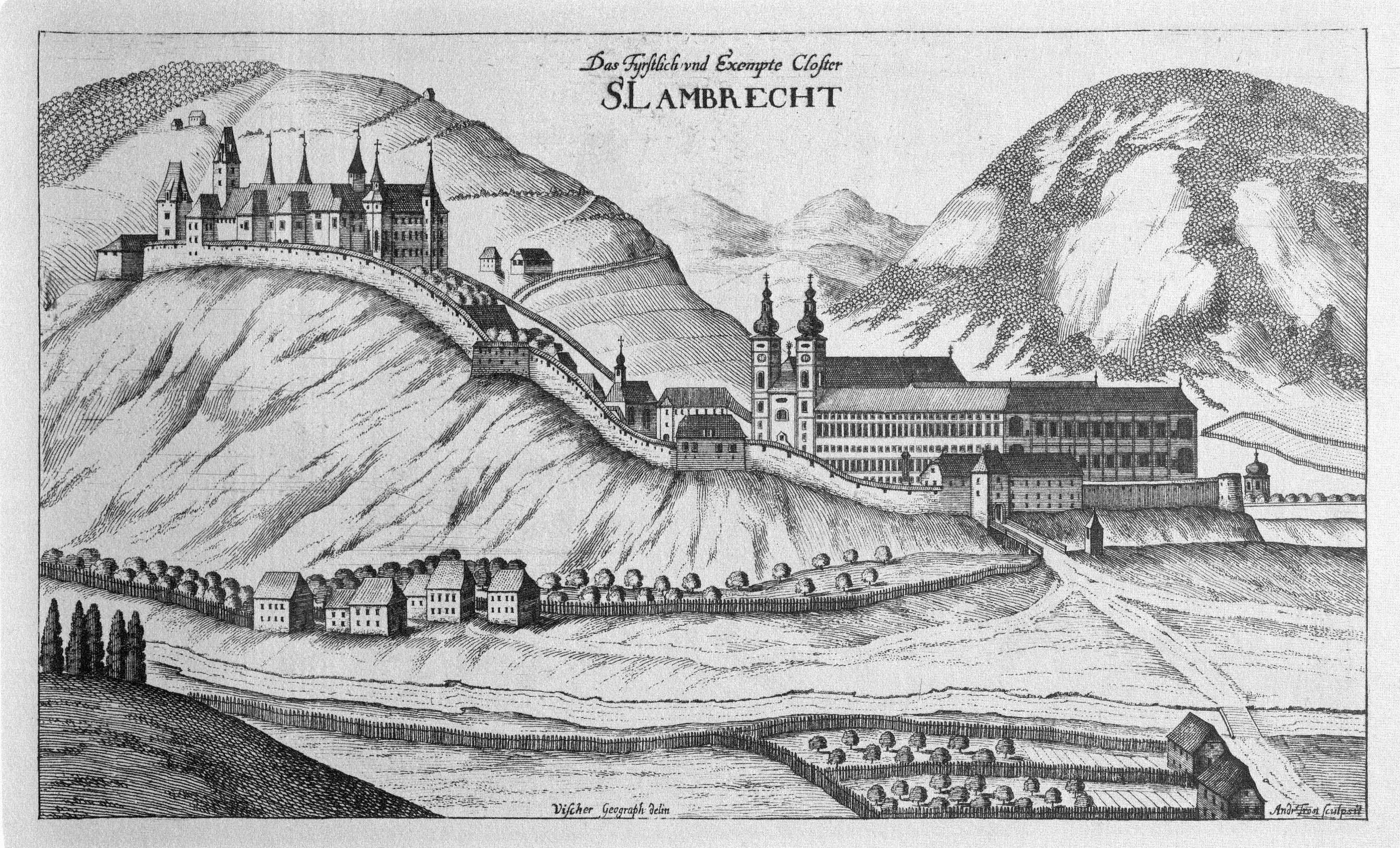
Het klooster in 1681

Het klooster werd in 1076 opgericht door de Karinthische markgraaf Markwart IV van Eppenstein.
Op 3 januari 1786 werd het stift in het kader van de in 1782 ingevoerde kerkhervorming per keizerlijk decreet opgeheven, een besluit dat in 1802 door Frans II werd teruggedraaid.
In 1938 werden de gebouwen in beslag genomen door de nationaalsocialisten. De monniken werden gedwongen uit te wijken naar Mariazell. Met de komst van ongeveer negentig gevangenen uit Dachau op 13 mei 1942 werd het voormalige stift een buitenkamp van het concentratiekamp Dachau. Ongeveer een jaar later kwam er transport van dertig vrouwelijke Jehova's getuigen uit Ravensbrück aan, waarvoor een tweede buitenkamp werd ingericht. Vanaf 20 november 1942 tot de bevrijding in mei 1945 werd het mannenkamp een buitenkamp van  Mauthausen, hetgeen voor de gevangenen een verslechtering betekende. Mauthausen behoorde tot de categorie kampen (Stufe III) met het hardste regime, dat voor de gevangenen -Rückkehr unerwünscht- een zekere dood betekende. Het vrouwenkamp bleef tot de oprichting van een vrouwenkamp in Mauthausen op 15 september 1944 onder de kampleiding van Ravensbrück vallen. De mannelijke gevangenen werkten vooral in de bos- en landbouw en de woningbouw, terwijl de vrouwen werden ingezet voor huishoudelijke taken. Als appelplaats diende de kloosterhof.
De stiftskerk bleef tijdens de Tweede Wereldoorlog geopend als parochiekerk.

## Bibliotheek
Al snel na de stichting van het klooster ontstond er een verzameling handschriften. Deze bestond overwegend uit theologische en liturgische werken, maar bevatte ook werken van klassieke schrijvers. In de 13e of 14e eeuw was er een productief scriptorium gevestigd. Met name onder de abt Johann I. Friedberger (1341–1359), die studeerde in Bologna, groeide de bibliotheek aanmerkelijk.
Na de opheffing van de het klooster in 1786 werd de bibliotheek overgebracht naar de Universiteitsbibliotheek van Graz. In 1802 keerde de bibliotheek terug naar het klooster, maar veel waardevolle manuscripten bleven in Graz. Na de verdrijving van de monniken door de nationaalsocialisten kwam een deel van de bibliotheek terecht in de Steiermärkische Landesbibliothek te Graz. Deze werken werden na de oorlog opnieuw samengevoegd met de in het klooster achtergebleven voorraad en in de systematische volgorde van de 19e eeuw opgesteld.
De bibliotheek bevat tegenwoordig circa 30.000 werken, 134 wiegendrukken en ongeveer 500 manuscripten.

## Bezienswaardigheden
- Vroegbarokke kloostergebouwen.
- Stiftsmuseum met kunstverzameling.
- Het museum van P. Romuald Pramberger met voorwerpen uit de volkscultuur en het vogelmuseum van P. Blasius Hanf.
- De gotische, aan Lambertus van Maastricht gewijde, stiftskerk.
- De Petruskerk (gesticht in 1424).
- Stiftsbibliotheek (slechts in bijzonder gevallen voor studiedoeleinden toegankelijk).

#### Stiftskerk
De stiftskerk is zowel de klooster- als de parochiekerk. Oorspronkelijke diende het knekelhuis op het kerkhof als parochiekerk, later ook de zich op het bastion bevindenden Petruskerk. Het huidige gotische kerkgebouw werd veelvuldig verbouwd. Het renaissance portaal stamt van de bouwmeester Domenico Sciassia. In de 17e eeuw (het hoogaltaar en de westelijke galerij) en in de 18e eeuw (kansel) onderging de kerk belangrijke barokke veranderingen.

#### Petruskerk
De in 1424 gebouwde gotische Petruskerk bezit drie waardevolle vleugelaltaren. Het hoogaltaar vertegenwoordigt de typische kunstwerken uit de Karinthische ateliers uit 1515. De houtgesneden reliëfs in de schrijn, predella en aan de vleugels tonen het Avondmaal, de Kruisdraging en het Lijden van Christus. De beide zijaltaren bevatten waardevolle gotische panelen uit de 15e eeuw.

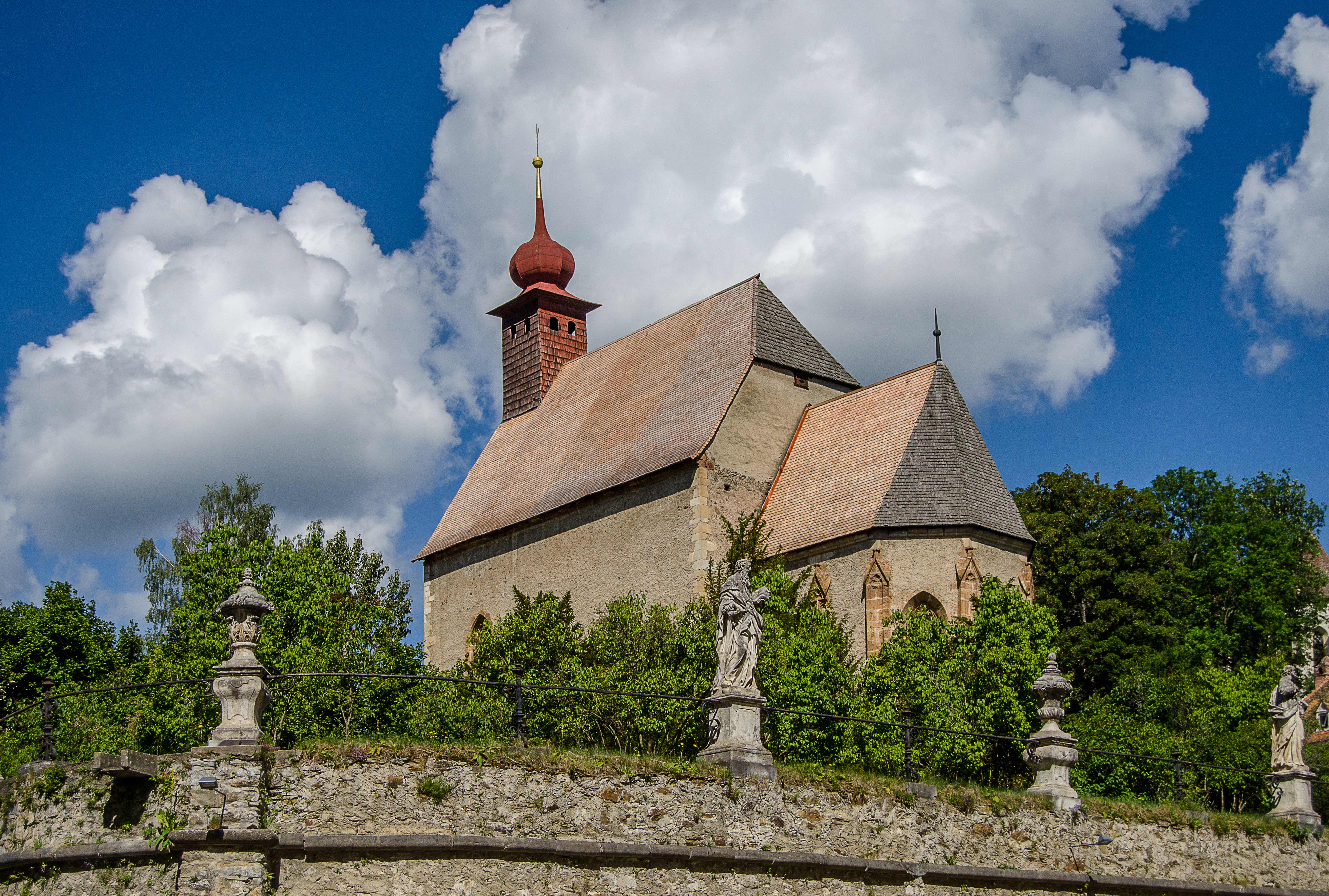
Petruskerk
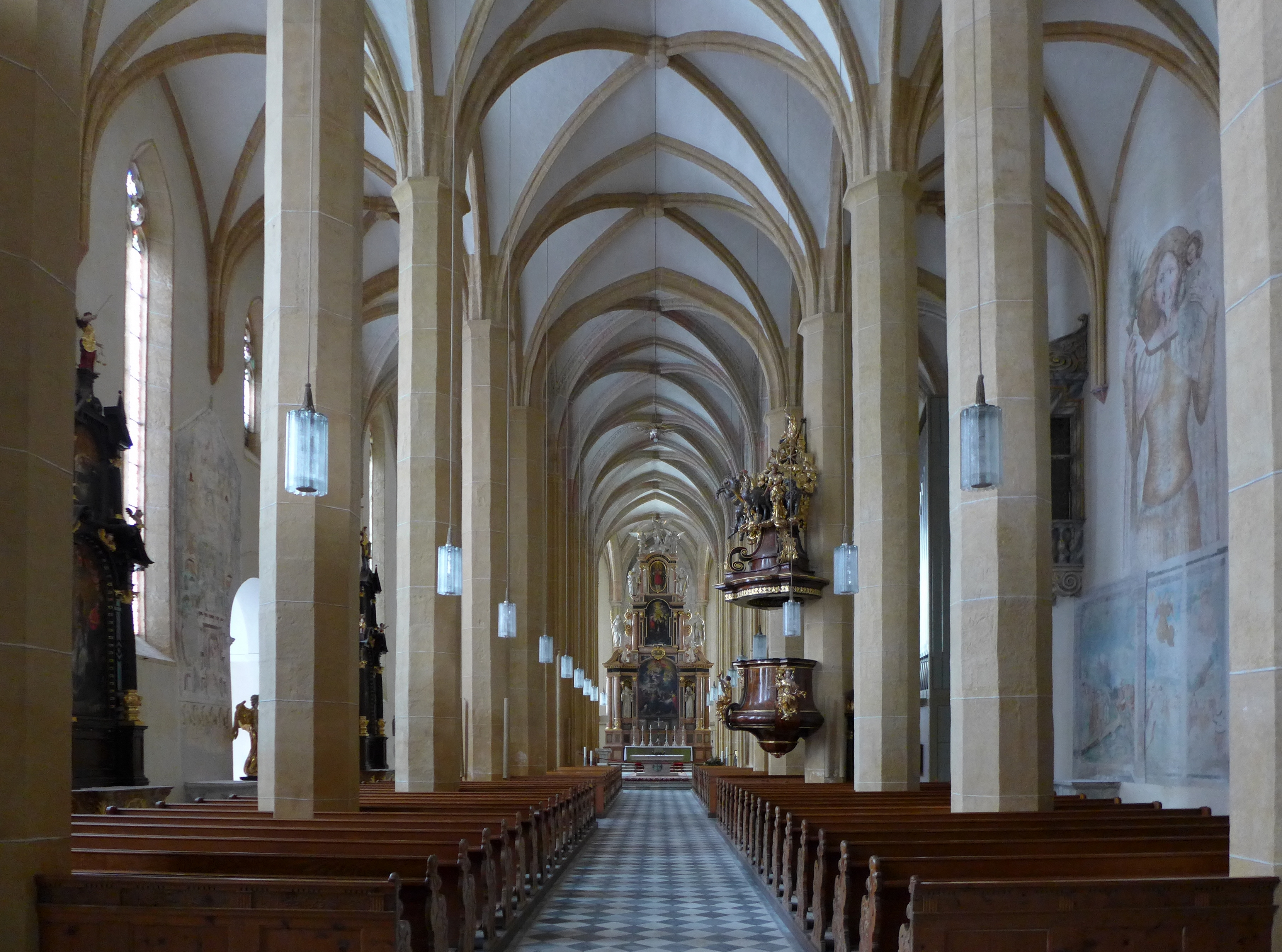
Interieur stiftskerk
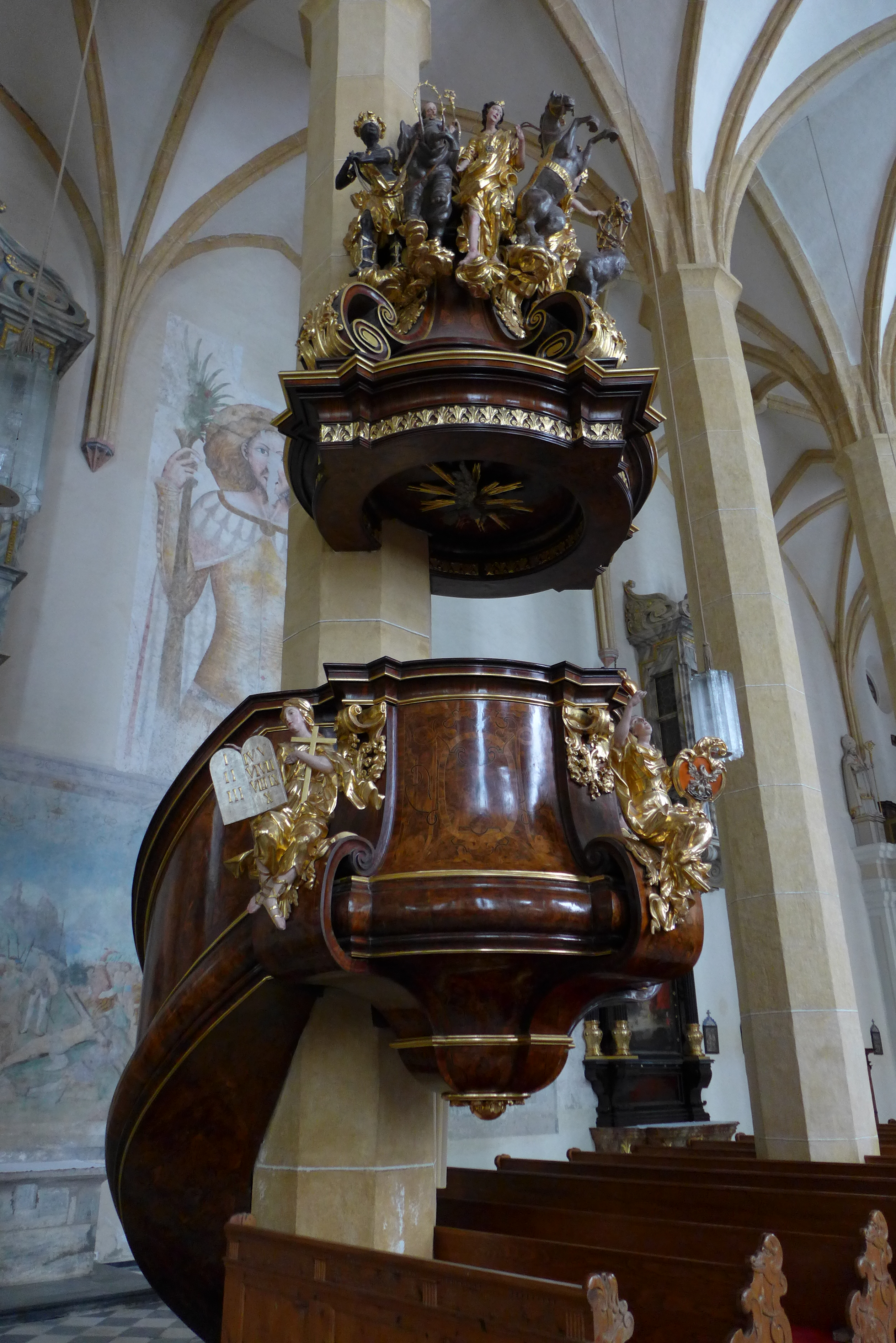
Preekstoel stiftskerk
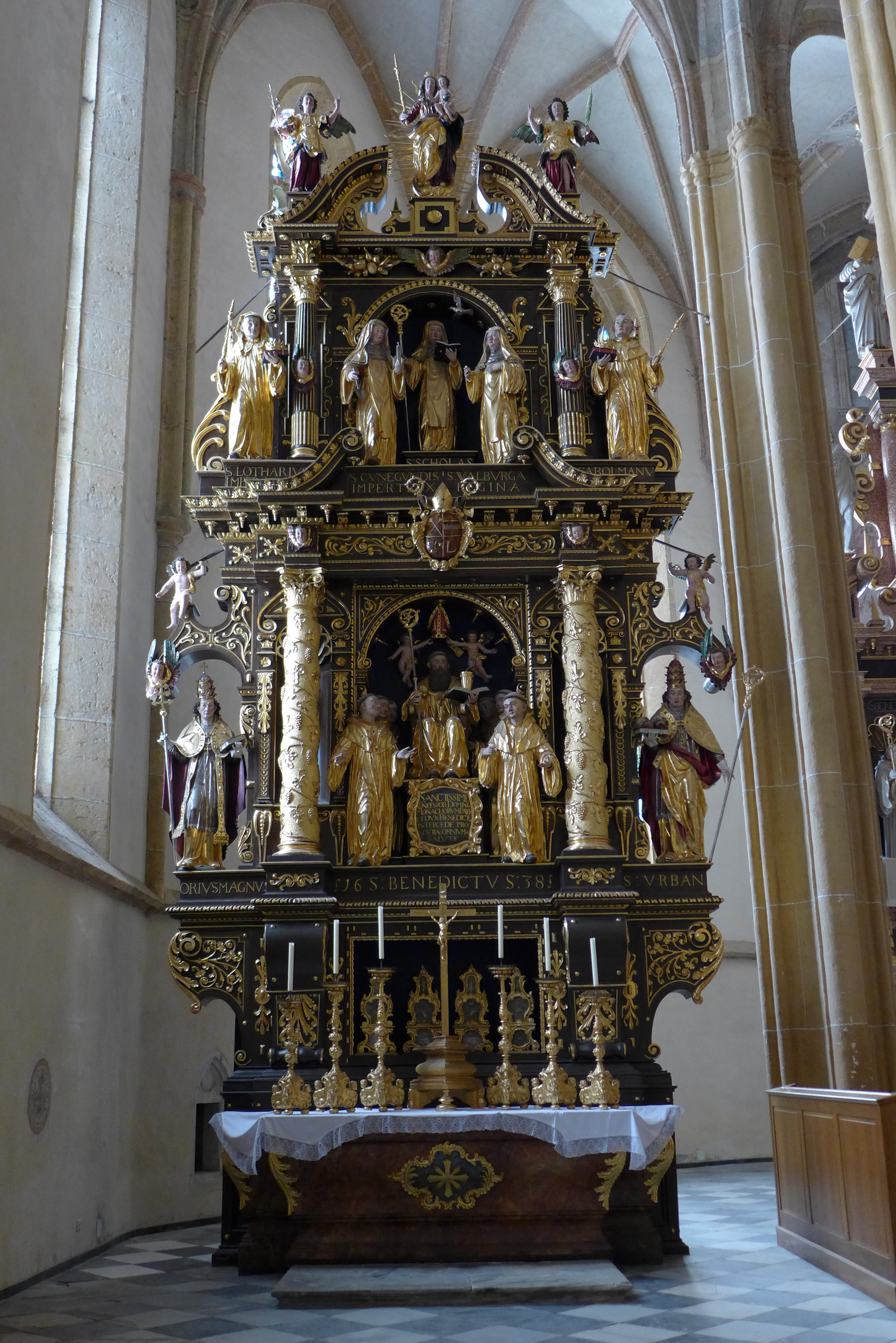
Altaar linker zijschip
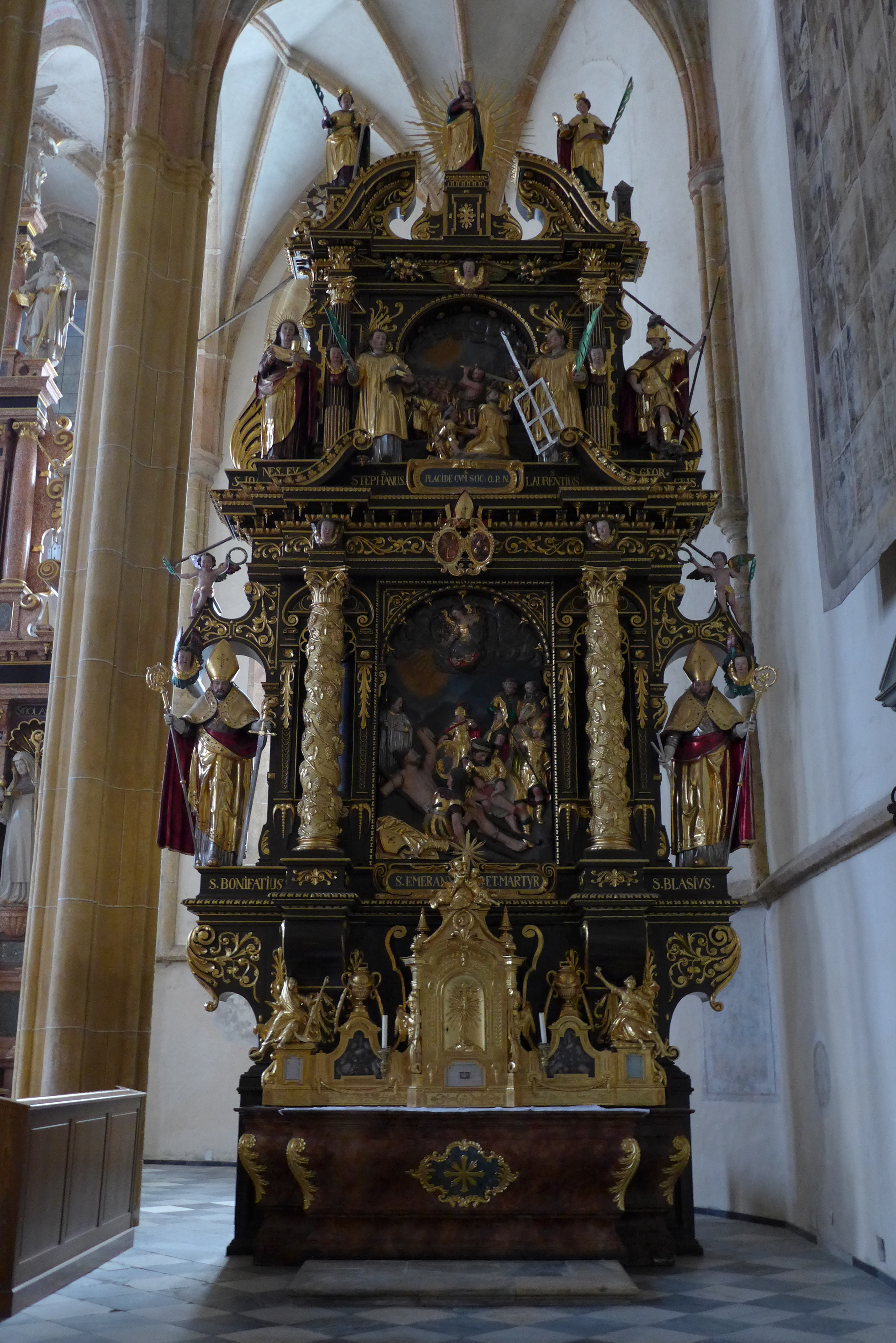
Altaar rechter zijschip